# Pacific Electric Railway
La Pacific Electric Railway era una rete tranviaria interurbana situata nella California meridionale. Le linee della rete erano concentrate intorno alle città di Los Angeles e San Bernardino, collegandole con diverse località delle contee di Los Angeles, Orange, Riverside e San Bernardino. Nota anche con il soprannome Red Cars per via del colore distintivo dei suoi tram, rimase attiva dal 1901 al 1961. Durante gli anni 1920 fu la più estesa rete tranviaria del mondo.
Lungo Main Street e Hawthorne Boulevard condivideva i binari con la rete tranviaria urbana Los Angeles Railway.